# The Alliance (The Office)
"The Alliance" es el cuarto episodio de la primera temporada de la serie de televisión de comedia estadounidense The Office. El episodio se emitió en NBC en Estados Unidos el 12 de abril de 2005. Fue escrita por Michael Schur y dirigida por Bryan Gordon, marcando sus primeros créditos para el programa.
En este episodio, la paranoia se apodera de los miembros de la oficina a medida que surgen rumores de reducción de personal. Dwight Schrute (Rainn Wilson) forma una alianza al estilo de Survivor con Jim Halpert (John Krasinski) contra los otros empleados, a los que luego se suma Pam Beesly (Jenna Fischer). Mientras tanto, Michael Scott (Steve Carell) organiza una fiesta de cumpleaños para levantar la moral de Meredith Palmer (Kate Flannery), aunque su cumpleaños es dentro de más de un mes. Michael se angustia tratando de escribir el saludo perfecto en su tarjeta de cumpleaños y, al final, su broma fracasa, arruinando la fiesta y la moral de los empleados.
El episodio se inspiró en reality shows populares, especialmente Survivor. El primer corte del episodio duró 37 minutos y los productores consideraron hacer el episodio en dos partes, una centrada en la alianza y otra centrada en la fiesta de cumpleaños de Meredith, pero decidieron no hacerlo. Se estima que "The Alliance" fue visto por 5,4 millones de espectadores y obtuvo una cuota de audiencia del 2,4/6% entre los adultos de entre 18 y 49 años. El episodio recibió críticas positivas de los críticos.

## Trama
Dwight se siente amenazado por los rumores de reducción de personal en Dunder Mifflin y forma una alianza con su compañero de trabajo Jim. Jim está de acuerdo, como una broma. Él recluta la ayuda de Pam con una serie de bromas en la oficina a expensas de Dwight.
Michael intenta levantar la moral en la oficina organizando una fiesta de cumpleaños para Meredith Palmer, a pesar de que su cumpleaños es dentro de un mes. Michael se angustia tratando de escribir el saludo perfecto en su tarjeta de cumpleaños. Recurre a una broma sobre el rumoreado recorte de personal, lo que hace que todos se preocupen por el recorte de personal, precisamente por lo que Michael lanzó la fiesta para evitar. Oscar consigue que done dinero para la caminata de su sobrino con parálisis cerebral. Sin saber qué es una caminata, Michael promete por milla lo que pretendía como una donación única. Jim le señala el error de Michael, pero Oscar se niega a permitir que Michael revise o revierta su promesa.
Jim agarra alegremente la mano de Pam mientras le explica que ha convencido a Dwight para que vaya de incógnito a la sucursal de Stamford. El prometido de Pam, Roy Anderson, se da cuenta de esto y lo ve como si Jim estuviera intentando conquistar a Pam. Jim le explica a Roy que estaba bromeando con Dwight y le pide a Dwight que lo respalde, pero Dwight simplemente niega cualquier participación, dejando a Jim luciendo culpable. Dwight afirma al equipo del documental que propuso la alianza con Jim como un plan para esta traición desde el principio.

## Producción

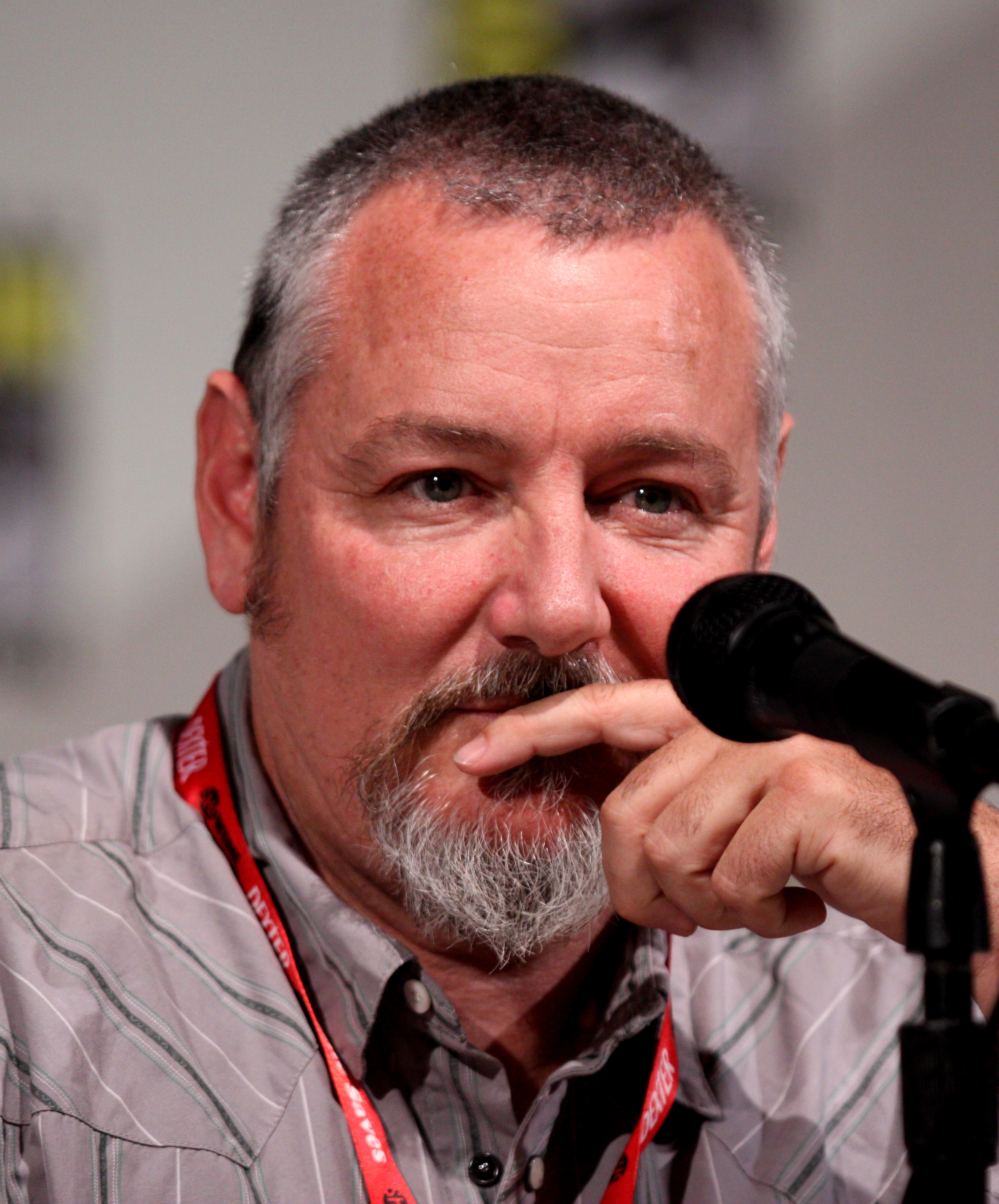
Randall Einhorn, quien fuera miembro del equipo de Survivor, filmó el episodio.

El episodio se inspiró en reality shows populares, especialmente Survivor. La frase "¿Puedo confiar en Jim?" fue una referencia directa al programa y fue una "adición de último momento" según Daniels.  Además, Randall Einhorn, el camarógrafo del episodio, fue camarógrafo de Survivor. Cuando se estaba escribiendo el episodio, muchos del elenco y el equipo temían que la negativa de Oscar a dejar libre a Michael de su promesa de caminar fuera un desliz del tono realista que el programa buscaba, más parecido al comportamiento irrazonable visto en Curb Your Enthusiasm.  Daniels defendió la plausibilidad de que Michael hiciera la promesa, diciendo que dado que sabía que el equipo del documental lo estaba filmando durante esa escena, sería consciente de sí mismo hasta el punto de escribir la promesa sin examinar exactamente a qué estaba accediendo. Durante la escritura del episodio, Daniels hizo que los escritores pasaran tiempo real en el set, especialmente en la oficina de Michael.  Mindy Kaling señaló más tarde que "lo odiaba"
El primer corte del episodio duró 37 minutos y los productores tuvieron la tarea de reducir el metraje a 22 minutos. El productor ejecutivo Greg Daniels consideró hacer el episodio de dos partes, una centrada en la alianza y otra centrada en la fiesta de cumpleaños de Meredith, pero la aparición de sombreros de fiesta en las escenas de la alianza hizo que descartara esta idea. Debido a que el episodio tuvo que ser acortado debido al tiempo, varias escenas fueron cortadas drásticamente. Las imágenes de Steve Carell ideando terribles ideas para cartas se redujeron drásticamente.  Durante la fiesta, Ryan habla con una mujer diferente en el fondo de cada escena.  Aunque no hubo mucho material en el episodio final, los productores pensaron que este era un buen detalle para el nuevo empleado.  Las penúltimas escenas en las que Michael le cuenta varios chistes terribles a Meredith también fueron recortadas.  La escena en la que Roy se enfrenta a Jim fue filmada diez veces diferentes, cada una con un estilo diferente, desde Roy estrellando a Jim contra la pared hasta Roy preguntándole a Jim: "Oye, ¿qué estás haciendo?"   Aunque el equipo sintió que la versión del golpe contra la pared era más dramática, se dieron cuenta de que hizo que el episodio pasara de ser una comedia a un "drama enojado". 
Varias de las líneas y escenas del episodio fueron improvisadas o improvisadas por el elenco. Jenna Fischer nombró la escena de planificación de la fiesta como su escena favorita y la calificó como "la reunión más larga y horrible de todos los tiempos".  En la pista de comentarios del episodio, Fischer reveló que la escena fue casi en su totalidad improvisada.   En un momento, Phyllis Smith, que interpreta a Phyllis Margaret Vance (de soltera Lapin), hizo una broma que hizo reír a todos en el set, lo que obligó a detener la producción durante casi 45 minutos.  El chiste de la "exposición de armas" de Dwight fue escrito por Rainn Wilson.  Larry Wilmore más tarde dijo que la escena de la "exposición de armas" era su favorita. Wilmore dijo más tarde sobre las improvisaciones: "parte de la diversión de escribir un programa como este es tratar de escribir líneas que suenen como improvisaciones".  Daniels también elogió las líneas del episodio, diciendo: "cuando sabes que la actuación es realmente buena, todo suena como si hubiera sido improvisado". 

## Recepción

### Audiencia
En su emisión original en Estados Unidos el 12 de abril de 2005, "The Alliance" fue vista por un estimado de 5,4 millones de espectadores y recibió un rating share de 2,4/6% entre adultos de entre 18 y 49 años. Esto significa que fue visto por el 2,4% de todos los jóvenes de 18 a 49 años y por el 6% de todos los jóvenes de 18 a 49 años que veían televisión en el momento de la emisión. El episodio, que se emitió después de Scrubs, mantuvo el 100% de su audiencia principal de 18 a 49 años durante la segunda semana. 

### Reseñas
El episodio recibió críticas positivas de los críticos, y muchos elogiaron la relación en desarrollo entre Pam y Jim. Travis Fickett de IGN elogió el episodio y comparó la relación de Jim y Pam en la primera temporada con la de la cuarta, diciendo: "Jim y Pam simplemente funcionan mejor antes de ser pareja. El hecho de que Roy pueda interponerse entre ellos aquí es divertido, ¡y nos recuerda que era más interesante cuando algo todavía podía interponerse entre ellos!" En resumen, concluyó que "['The Alliance'] es uno de los mejores episodios iniciales del programa, y salir con Dwight hablando a la cámara, con el pelo teñido de rubio, es genial y nos da (hasta este punto) el momento 'Dwight' más perfecto del programa hasta ahora".  El crítico de televisión Robin Pierson señaló que en el episodio, "la relación de Jim y Pam comienza a tomar forma real aquí". Más tarde calificó el momento en el que Roy casi ataca a Jim como "un momento mucho más 'real' que el resto del episodio". Además, Pierson criticó la caracterización de Dwight, señalando que sus acciones fueron "estúpidamente ingenuas".  La señorita Alli de Television Without Pity le dio al episodio una A. 
Erik Adams de The AV Club le otorgó al episodio una "B−". Consideró que el episodio era "similar a un ciervo recién nacido que se recupera de las piernas temblorosas" y que "es un hito para The Office, ya que representa la primera vez que un episodio generó tanto material que podría haber ocupado una hora completa de tiempo en antena". Le pareció que la trama de Michael era divertida, pero tenía problemas. Argumentó que la reestructuración del personaje de Michael lo convirtió en un personaje más agradable incluso cuando estaba haciendo algo inapropiado; en este episodio, sin embargo, su comportamiento es demasiado vergonzoso. Adams elogió la escena en la que Dwight sale de la caja, calificándola como "uno de los primeros grandes gags visuales de The Office". Además, consideró que la escena era simbólica, ya que producía "un personaje más fuerte, más letal y mejor".